# 대한민국 형법 제296조의2
대한민국 형법 제296조의2는 약취, 유인 및 인신매매죄 및 그 미수범의 세계주의에 관한 형법 각칙의 조문이다. 인류에 대한 공통적인 범죄로 대한민국 영역 밖에서 죄를 범한 외국인에게도 적용될 수 있도록 규정하였으며 외국인이 미수가 아닌 예비•음모를 범한 경우에는 형법이 적용되지 않는다.

## 조문
제296조의2 【세계주의】 제287조부터 제292조까지 및 제294조는 대한민국 영역 밖에서 죄를 범한 외국인에게도 적용한다.

## 같이 보기
- 대한민국 형법 제287조 미성년자의 약취, 유인
- 대한민국 형법 제288조 추행 등 목적 약취, 유인 등
- 대한민국 형법 제289조 인신매매
- 대한민국 형법 제290조 약취, 유인, 매매, 이송 등 상해·치상
- 대한민국 형법 제291조 약취, 유인, 매매, 이송 등 살인·치사
- 대한민국 형법 제292조 약취, 유인, 매매, 이송된 사람의 수수·은닉 등
- 대한민국 형법 제294조 미수범

## 참고문헌
- 김선복. (2014). 형법상의 세계주의. 인문사회과학연구, 15(2), 389-412.